# Popol Vuh (Band)
Popol Vuh war eine deutsche Band um Florian Fricke, die 1969 in München gegründet wurde und bis zum Tod Frickes 2001 bestand. Die experimentelle Formation wird gemeinhin dem Krautrock zugeordnet. Popol Vuh lässt sich aufgrund einer stilistischen Vielfalt und unterschiedlichster Einflüsse, darunter Indische Musik, jedoch schwer auf dieses Genre reduzieren.

## Geschichte
Die nach dem Popol Vuh, einem zentralen Schriftstück der Maya-Kultur zur Schöpfungsgeschichte der Welt, benannte Gruppe wurde 1969 von Florian Fricke, dem Sounddesigner und Kameramann Frank Fiedler und dem Maler, Bildhauer und Perkussionisten Holger Trülzsch gegründet. 
Die Band wurde zunächst von Liberty Records unter Vertrag genommen, wo man sich in Gesellschaft von Amon Düül und Can befand, und wo noch im Gründungsjahr 1970 die von Gerhard Augustin produzierte Debüt-LP Affenstunde vorgelegt wurde. Die ersten beiden Alben von Popol Vuh sind geprägt durch den Klang von Perkussion und des legendären Moog III-Synthesizers, der später an Klaus Schulze abgetreten wurde. Das zweite Album In den Gärten Pharaohs erschien 1971 auf Rolf-Ulrich Kaisers Pilz-Label und ist zur Hälfte live in einer Kirche eingespielt.
1972 begann Florian Fricke, Musik für konventionelle Instrumente zu komponieren, wofür er eine neue Besetzung mit dem Gitarristen Conny Veit, der koreanische Sängerin Djong Yun und dem Oboe-Spieler Robert Eliscu zusammenstellte, mit der das dritte Album Hosianna Mantra (1972) eingespielt wurde. Verstärkt um den Schlagzeuger Daniel Fichelscher (Ex-Amon Düül II) folgte im Frühjahr 1973 das Album Seligpreisung. Im Trio mit Yun und Fichelscher spielte Florian Fricke 1974 das Album Einsjäger und Siebenjäger ein, das auf Rolf-Ulrich Kaisers neuem Plattenlabel Kosmische Musik erschienen ist.
Die 1970er Jahre gelten als produktivste Phase von Popol Vuh. Neben Studioalben und seltenen Live-Auftritten wurde die Band durch ihre Zusammenarbeit mit dem Regisseur Werner Herzog bekannt, für dessen Filme wie Aguirre, der Zorn Gottes, Nosferatu – Phantom der Nacht, Herz aus Glas oder Fitzcarraldo sie die Soundtracks schuf. 
Der erste Auftritt im Ausland fand 1976 in Mailand statt. Ab 1978 arbeitete Popol Vuh zeitweilig wieder mit Gerhard Augustin zusammen, der weitere Alben und Soundtracks der Band produzierte. Ab 1983 trat Popol Vuh in den Schatten des auf zahlreichen Weltreisen stattfindenden Filmschaffens von Fricke und Fiedler. Alben erschienen nun regelmäßig, aber weniger häufig als in den 1970er Jahren.
In den 1990er-Jahren flossen aktuelle Musikströmungen aus dem Techno- und Tribal-House-Bereich in die Produktionen von Popol Vuh ein. Neben Fricke und Fiedler war Guido Hieronymus an den Studiosessions beteiligt. 1999 erschien das letzte Album Messa di Orfei. Mit dem Tod von Florian Fricke im Jahr 2001 endete die Geschichte der Gruppe.

## Stil
Stilistisch werden Popol Vuh dem Krautrock zugerechnet. Ihr Musikstil ist jedoch sehr originär und verbindet Rock mit elektronischer New-Age-Musik und spirituellen Elementen. Auf Grund des Einsatzes von verschiedenster Percussion, exotischen Instrumenten wie der Sitar, den internationalen Sängerinnen sowie Florian Frickes Affinität zu Yoga, Spiritualität und fernöstlicher Kultur kann man Popol Vuh im weitesten Sinne auch der Worldmusic zuordnen. Die Band selbst hat sich stets bemüht, sich der Genre-Zuordnung zu entziehen, und ihre Musik ausschließlich mit Fantasiebegriffen wie „Magic Music“, „Love Music“, „Cosmic Space Rock“ u. ä. bezeichnet.
Gründungsmitglied Fricke zählt zu den Pionieren der damaligen Elektronischen Musik. Die ersten beiden Alben der Gruppe sind vom Klang seines Moog-Synthesizers geprägt.

## Diskografie
Studioalben
- 1970: Affenstunde
- 1972: In den Gärten Pharaos
- 1972: Hosianna Mantra
- 1973: Seligpreisung
- 1975: Einsjäger & Siebenjäger
- 1975: Das Hohelied Salomos
- 1976: Letzte Tage – Letzte Nächte
- 1976: Yoga
- 1978: Brüder des Schattens – Söhne des Lichts
- 1979: Die Nacht der Seele: Tantric Songs
- 1981: Sei still, Wisse ICH BIN
- 1983: Agape-Agape Love-Love
- 1985: Spirit of Peace
- 1991: For You and Me
- 1994: City Raga
- 1997: Shepherd’s Symphony
- 1999: Messa di Orfeo

Soundtrack-Alben
- 1975: Aguirre
- 1977: Singet, denn der Gesang vertreibt die Wölfe (Alternativtitel: Cœur de verre und Herz aus Glas)
- 1978: Nosferatu: Original Soundtrack
- 1978: On the Way to a Little Way: Original Soundtracks from Werner Herzog’s Nosferatu
- 1982: Fitzcarraldo: Original Filmsoundtrack
- 1987: Cobra Verde

Solo-Alben
- 1983: Die Erde und Ich sind Eins – I am One with the Earth
- 1992: Plays Mozart

Kompilationen
- 1976: Perlenklänge: The Best of Popol Vuh
- 1989: The Best of Popol Vuh: Werner Herzog
- 1991: The Best Soundtracks from Werner Herzog Films
- 1994: Movie Music
- 1998: Nicht hoch im Himmel
- 2002: Future Sound Experience
- 2010: The Werner Herzog Soundtracks (5 CDs und Booklet)
- 2011: Popol Vuh Revisited  & Remixed 1970–1999 (2 CDs)
- 2015: Kailash
- 2019: The Essential Album Collection Vol. 1 (Boxset)
- 2021: The Essential Album Collection Vol. 2: Acoustic & Ambient Spheres (Boxset)

Singles
- 1991: For You and Me
- 1995: City Raga
- 2008: Nachts: Schnee / Aguirre I